# Våris
Våris är en istyp där isen degenererats genom kraftig solstrålning. Fenomenet förekommer främst under våren, därav namnet.
Is försvagas av värme som kan komma från strömmande varmt vatten under isen, från varm väderlek ovan isen eller från solstrålning. Ofta samverkar dessa faktorer. Isen kan i viss mån tunnas ut men framförallt försämras kvalitén.
I Mellansverige brukar isarna börja påverkas av solen i mars månad när solen står högre på himlen samtidigt som den är uppe längre tid på dagen. Solstrålning som absoberas i isen får framförallt isen att smälta mellan iskristallernas gränser. Isen får då små fåror i isen, s.k. krackelerad is eller etsad is.
Isens bärighetsformåga beror på iskristallernas storlek. Små iskristaller leder till s.k. pipig is där isen består av pennliknade ispelare. Denna is är mycket farlig att beträda, dels p.g.a. sina dåliga bärighet, dels p.g.a. svårigheterna att ta sig upp från sådan is. Is som består av större kristaller har betydligt bättre bärighet.